# Алия Изетбегович
Алия Изетбегович (на босненски: Alija Izetbegović) е бошняшки юрист, философ, писател, активист и политик.
През 1990 г. става първият президент на Босна и Херцеговина. Стои на тази длъжност до 1996 г., когато става член на президентството на Босна до 2000 г.
Автор е на няколко книги, между които „Ислямът между Изтока и Запада“, както и противоречивата „Ислямска декларация“.

## Ранен живот и образование
Алия Изетбегович е роден на 8 август 1925 година в град Босански Шамац. Той е третото от пет деца – две сина и три дъщери, родени на Мустафа Изетбегович и Хиба (родом Джабия). Семейството му е бедно, но благородно, произлизащо от бивш аристократ, Изет-бег Яхич, от Белград, който преминава в Босненски вилает през 1868 година, след оттеглянето на последните османски войски от Сърбия. Семейството на Яхич е живяло в Белград в продължение на стотици години. Докато служи като войник в Ускюдар, дядото на Алия Изетбегович – Алия, се жени за туркиня на име Сидика Ханъм. Двойката по-късно се премества в Босански Шамац и има пет деца. Дядото на Изетбегович става кмет на града и, според доклади, спасява 40 сърби от екзекуцията на ръцете на австро-унгарските власти след атентата на Гаврило Принцип срещу Архидук Фердинанд от Австро-Унгария през юни 1914 година.
Бащата на Изетбегович, счетоводител по професия, е участник във войната на Австро-Унгария на Италианския фронт по време на Първата световна война и получава сериозни наранявания, които го оставят в полу-парализирано състояние за поне десетилетие. Той обявява банкрут през 1927 г. Следващата година семейството се премества в Сараево, където Изетбегович получава светско образование.
През 1941 г., Изетбегович помага за основаването на ислямска организация „Млади мюсюлмани“ (Mladi Muslimani), която е моделирана по образеца на Мюсюлманското братство. Когато „Младите мюсюлмани“ са разкъсани между подкрепата за по-голямата част мюсюлмани от Уафен-СС „Хандшар“ дивизията или комунистическите югославски партизани, някои твърдят, че Изетбегович се присъединил към Уафен-СС „Хандшар“, въпреки липсата на доказателства. Семейството на Изетбегович отрича това твърдение и казва, че той е в комунистическите партизани Изетбегович е задържан от сръбските роялисти Четници в средата на 1944 г., но е освободен от Четническия войвода Драгутин Kошерович.
От благодарност към дядо си за ролята му в освобождаването на четирдесет сръбски заложника през 1914 година, той е арестуван от югославските комунисти след войната и осъден на три години затвор през 1946 година по обвинения за сътрудничество с нацистите. Преди затвора той завършва правния факултет на Сараевското университет. След отбиване на наказанието той продължава да се занимава с политика.

## Президентство (1990 – 2000 г.)
Споделената власт в Босна и Херцеговина се разпадна много бързо, след като етническите напрежения нараснаха след избухването на борбите между сърби и хървати в съседна Хърватска. Въпреки че Изетбегович трябваше да заеме президенската позиция само за една година според конституцията, този аранжимент първоначално беше спрян поради „извънредни обстоятелства“ и беше напълно забравен по време на войната, след като сръбската и хърватската националистически партии SDS и HDZ BiH напуснаха правителството. Когато през лятото на 1991 г. започнаха боевете в Словения и Хърватска, беше ясно, че Босна и Херцеговина скоро ще се вплете в конфликта. Изетбегович първоначално предложи свободна конфедерация, за да запази единна босненска държава и настоятелно призова за мирно решение. Той не се абонираше за вида „мир на всяка цена“ и през февруари 1991 г. коментира: „Бих жертвал мира за суверенна Босна и Херцеговина...но заради този мир в Босна и Херцеговина, нямам да жертвам суверенитета“. Той отхвърли споразумението Зулфикарпашич-Караџич, което щеше да види Босна като суверенна държава в конфедерация със Сърбия и Черна гора, като 60% от Санджак беше прехвърлен към Босна.
Към началото на 1992 г. стана ясно, че националистическите искания на противоборстващите се страни са фундаментално несъвместими: босняците и хърватите искаха независима Босна и Херцеговина, докато сръбските националисти искаха да остане в остатъчна Югославия, доминирана от Сърбия. Изетбегович публично се оплака, че е принуден да се съюзи с едната или другата страна, описвайки дилемата си изразително, като я сравни с избора между левкемия и мозъчен тумор.
През януари 1992 г. португалският дипломат Жозе Кутилейро състави план, по-късно известен като Лисабонското споразумение, което би превърнало Босна в триетническа кантонна държава. Първоначално всички три страни подписаха споразумението: Изетбегович за босненците, Радован Караджич за сърбите и Мате Бобан за хърватите. Обаче около две седмици по-късно Изетбегович оттегли своя подпис и обяви противопоставянето си на всякакъв вид разделяне на Босна, подтикнат, както се твърди, от Уорън Зимерман, посланикът на Съединените щати в Югославия по това време.

## След войната
След като Босненската война официално приключва с мирното споразумение от Дейтън през ноември 1995 г., Изетбегович става член на Президенството на Босна и Херцеговина. Властта на неговата партия намалява след като международната общност поставя Върховен представител, който да надзирава работата на държавата, с повече власт от Президентството или парламентите на босненските и хърватските или сръбските единства. Той се оттегля от поста през октомври 2000 г. на 74 години, като сочи лошото си здраве като причина. Въпреки това, Изетбегович остава популярен сред босненската общественост, която го нарича Дедо (което на босненски означава дядо). Неговата подкрепа помага на партията му да се възстанови в общите избори през 2002 г. Някои наблюдатели описват управлението му като авторитарно с националистически позиции.

## Смърт
Изетбегович почива на 19 октомври 2003 г. от сърдечна болест, усложнена от наранявания, получени при падане у дома си. Изследване на международния наказателен трибунал за бивша Югославия беше в ход, но приключи със смъртта му. Неговото погребение, който се състоя три дни след смъртта му, на 22 октомври, привлече много босненски официални лица, достойнства от 44 чужди страни, 105 души от Голямото национално събрание на Турция и между 100 000 и 150 000 души, като неговото семейство получи над 4 000 телеграми. Над 400 журналисти присъстваха на погребението, тъй като той беше излъчен на живо по телевизията с 37 камери.
След смъртта на Изетбегович, имаше инициатива да се преименува част от главната улица на Сараево от Улица Маршал Тито и международното летище в Сараево в негова чест. След възражения от политици от Република Српска, международната общност и изпълнителния директор на ООН Пади Ашдаун, двете инициативи бяха провалени.
Той имаше син, Бакир, който също влезе в политиката, както и две внучки (Ясмина и Мирзела Изетбегович).
На 11 август 2006 г. гробът на Изетбегович на гробище Ковачи в Сараево беше сериозно повреден от бомба. Идентичността на бомбардировача или бомбардировачите никога не беше установена.

## Mеждународни награди и отличия
| Награда или орден | Награда или орден             | Страна   | Награден от              | Година | Място  |
| ----------------- | ----------------------------- | -------- | ------------------------ | ------ | ------ |
|                   | Голям орден на кралица Йелена | Хърватия | Франьо Туджман           | 1995   | Загреб |
|                   | Орден на Република Турция     | Турция   | Сюлейман Демирел         | 1997   | Анкара |
|                   | Орден на независимостта       | Катар    | Хамад бин Халифа Ал Тани | 1998   | Доха   |